# Schemat aksjomatu
Schemat aksjomatu – pewien nieskończony zbiór aksjomatów, który można w łatwy sposób przedstawić, zwykle w logice wyższego rzędu.
W matematyce przeznaczonej dla ludzi nie ma właściwie znaczenia czy traktujemy coś jako aksjomat wyższego rzędu czy jako schemat aksjomatu, jednak czasem chcemy koniecznie ograniczyć rząd logiki, np. żeby dowodzić coś o pewnych systemach formalnych, np. systemach automatycznego dowodzenia twierdzeń.